# Syczek złowrogi
Syczek złowrogi (Otus moheliensis) – gatunek średniej wielkości ptaka z rodziny puszczykowatych (Strigidae). Endemiczny dla Komorów. Zagrożony wyginięciem.
Taksonomia
Takson ten jako pierwsi opisali belgijscy ornitolodzy René-Marie Lafontaine i Nathalie Moulaert; opis ukazał się w 1998 roku na łamach czasopisma „Journal of African Zoology”. Jest to gatunek monotypowy.
Zasięg występowania
Całkowity zasięg występowania wynosi 21 km². Endemiczny dla wyspy Mohéli leżącej w archipelagu Komorów. Spotykany w jej centralnej części na wysokości 450–790 m n.p.m. w gęstych, wilgotnych lasach.
Morfologia
Długość ciała wynosi 20–22 cm. Dziób mierzy 22,4–25,6 mm, ogon 82–84 mm, skok 29–37 mm. Występują dwie odmiany barwne. Pierwsza ma barwę ciemnobrązową, z małą ilością jaśniejszych pasków i plamek. Druga, ciemniejsza, gęsto pokryta smugami i pofalowanymi paskami. U obu płci tęczówki zielonożółte, nogi szare, dzioby czarne. Podobny do syczka komorskiego (Otus mayottensis).
Status, zagrożenia i ochrona
Międzynarodowa Unia Ochrony Przyrody (IUCN) od 2017 roku uznaje syczka złowrogiego za gatunek zagrożony (EN – Endangered); wcześniej (od 2000 roku) miał on status gatunku krytycznie zagrożonego (CR – Critically Endangered). Całkowita populacja szacowana jest na około 260 dorosłych osobników. Zagrożenie dla tego gatunku stanowi wylesianie. W 1995 roku preferowane środowisko, jakim są gęste, wilgotne lasy, stanowiło 5% powierzchni wyspy. Jest ono także niszczone przez gatunki inwazyjne roślin, czapetkę jambos (Syzygium jambos), lantanę pospolitą (Lantana camara) i Clidemia hirta.